# Antoine de La Porte
Antoine de La Porte, né le 16 février 1627 à Paris et mort le 24 décembre 1710 est un prêtre catholique, chanoine de la cathédrale Notre-Dame de Paris, contributeur aux travaux de la mise en œuvre du vœu de Louis XIII ordonnée par le roi Louis XIV.

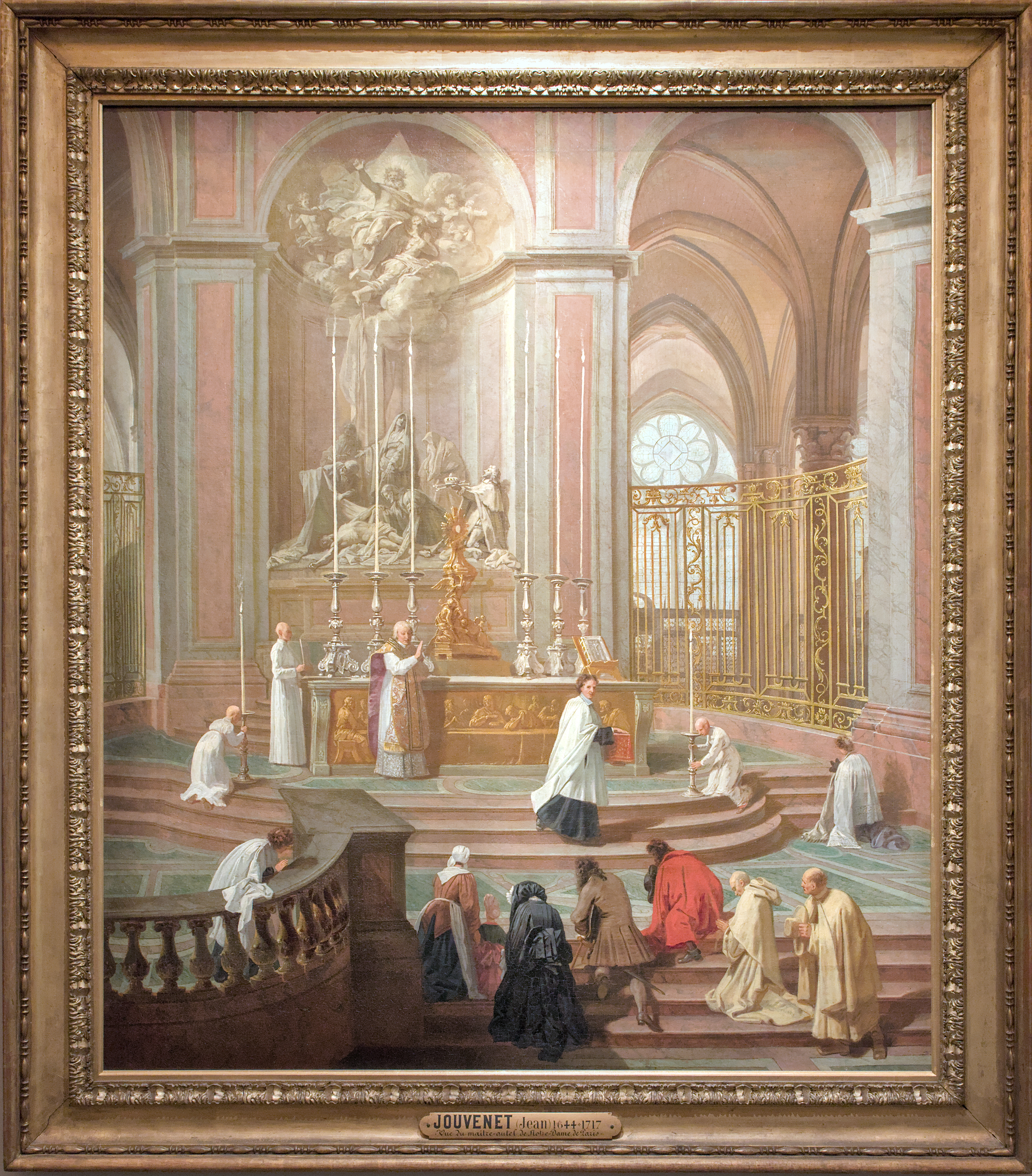
La messe du chanoine de La Porte (Jean Jouvenet).

## Biographie
Le chanoine Antoine de La Porte serait, selon l'état des connaissances actuelles, le fils d'Antoine de La Porte (1603-1697), marchand de poisson, quartinier de la ville de Paris, marguillier de Saint-Eustache, échevin de Paris en 1655 et conseiller du Roi et de son épouse Marie Hersant. Son grand-père paternel, Jean de La Porte, bourgeois de Paris, demeurait rue Saint Honoré.,
Il est baptisé en l'église Saint Séverin le 16 février 1627, devient chanoine de l'église de Paris le 3 août 1650 et prêtre le 4 mars 1651. A son décès en 1710, il aura été chanoine durant 60 ans.
Il est connu par "sa piété et sa charité envers les pauvres" et la cathédrale.

### Vœu deLouis XIII
C'est en 1698 que Louis XIV charge l'archevêque de Paris Louis-Antoine de Noailles de concevoir l'aménagement du chœur afin de réaliser le vœu de Louis XIII, avec la collaboration de son architecte Jules Hardouin-Mansart. C'est entouré de son chapitre qu'il pose et bénit la première pierre du nouvel autel de la cathédrale le 7 décembre 1699.
Mais la guerre de Succession d'Espagne (1701-1714) a mis à mal les finances du royaume et le roi doit abandonner le projet d'un baldaquin au-dessus du maître-autel.
Antoine de La Porte jouit d'une aisance financière importante et va devenir célèbre en proposant au roi d'avancer chaque année 10 000 livres pour la réalisation de ces travaux, à la condition qu'après sa mort le roi remboursera à l'Hôtel-Dieu les sommes avancées. L'architecte Robert de Cotte communique la lettre de proposition au duc d'Antin directeur général des Bâtiments, le samedi 11 août 1708. Elle est présentée au roi le dimanche matin 12, qui ordonne immédiatement le début des travaux. Une lettre de remerciements est lue au chapitre le 17 août.
C'est ainsi que, sous la direction de Robert de Cotte (1656-1735), devenu premier architecte du roi, il fut procédé à partir du 26 octobre 1708 à la démolition du jubé de Notre-Dame de Paris installé depuis 1296 par Pierre de Chelles, et les stalles de René Charpentier et Jules Dugoulon sont surmontées de huit tableaux dont un seul subsiste actuellement à Notre-Dame. C'est à l'occasion de ces travaux que l'on découvre, dans la fondation de l'autel, les quatre pierres du pilier des nautes.
Le chantier ne sera achevé qu'en 1725 avec toutefois le chœur rendu au culte le 22 avril 1714.
Le chanoine de La Porte avait obtenu du roi l'autorisation de financer sur sa fortune personnelle six grandes peintures à l'huile retraçant la vie de la Vierge, pour être installées au-dessus des stalles du chœur. Après sa mort, ce sont huit tableaux qui seront exécutés par les grands peintres du siècle : 
Charles de La Fosse (1630-1716) réalise : 
- L'Adoration des Bergers (aussi appelée La Nativité)[5], 1715 (musée du Louvre) ;
- L'adoration des Mages[6], 1715 (Louvre, Paris) ;

Louis de Boullogne (1654-1733) peint :  
- Le Repos pendant la fuite en Egypte[7], 1715 (musée des Beaux-Arts d'Arras) ;
- La présentation au Temple[8], 1715 (Louvre, Paris) ;

Jean Jouvenet (1644-1717) exécute : 
- La Visitation de la Vierge (Le Magnificat)[9],[10], 1716 (Notre-Dame, Paris) ;

Antoine Coypel (1661-1722) réalise : 
- Jésus parmi les docteurs[11], 1717 (chapelle des Pénitents Blancs, Villeneuve-sur-Lot (Lot-et-Garonne)) ;
- L'Assomption de la Vierge[12], 1717 (œuvre perdue, mais dont le Louvre garde des dessins préparatoires[13],[14],[15],[16]) ;

Claude Guy Hallé (1652-1736), produit :
- L'Annonciation[17], 1717 (Louvre, Paris).

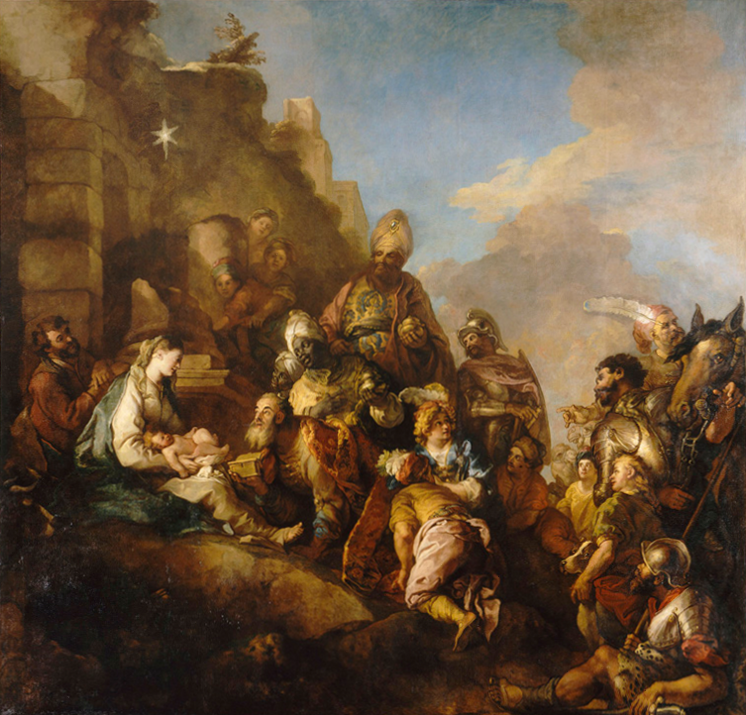
Charles de La Fosse - L'adoration des Mages, 1715.
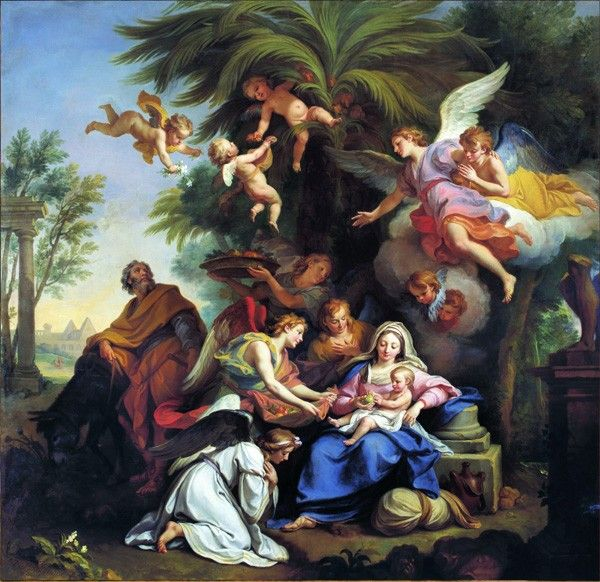
Louis de Boullogne - Repos pendant la Fuite en Egypte, 1715.
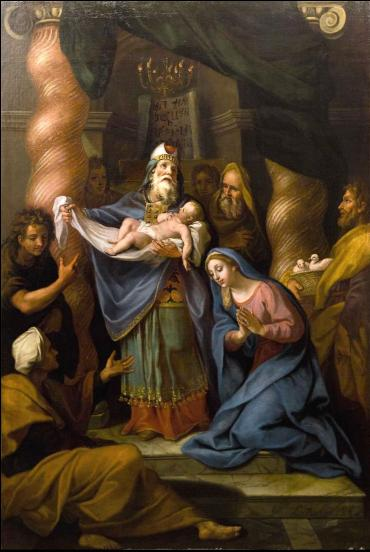
Louis de Boullogne - La présentation de Jésus au Temple, 1715.
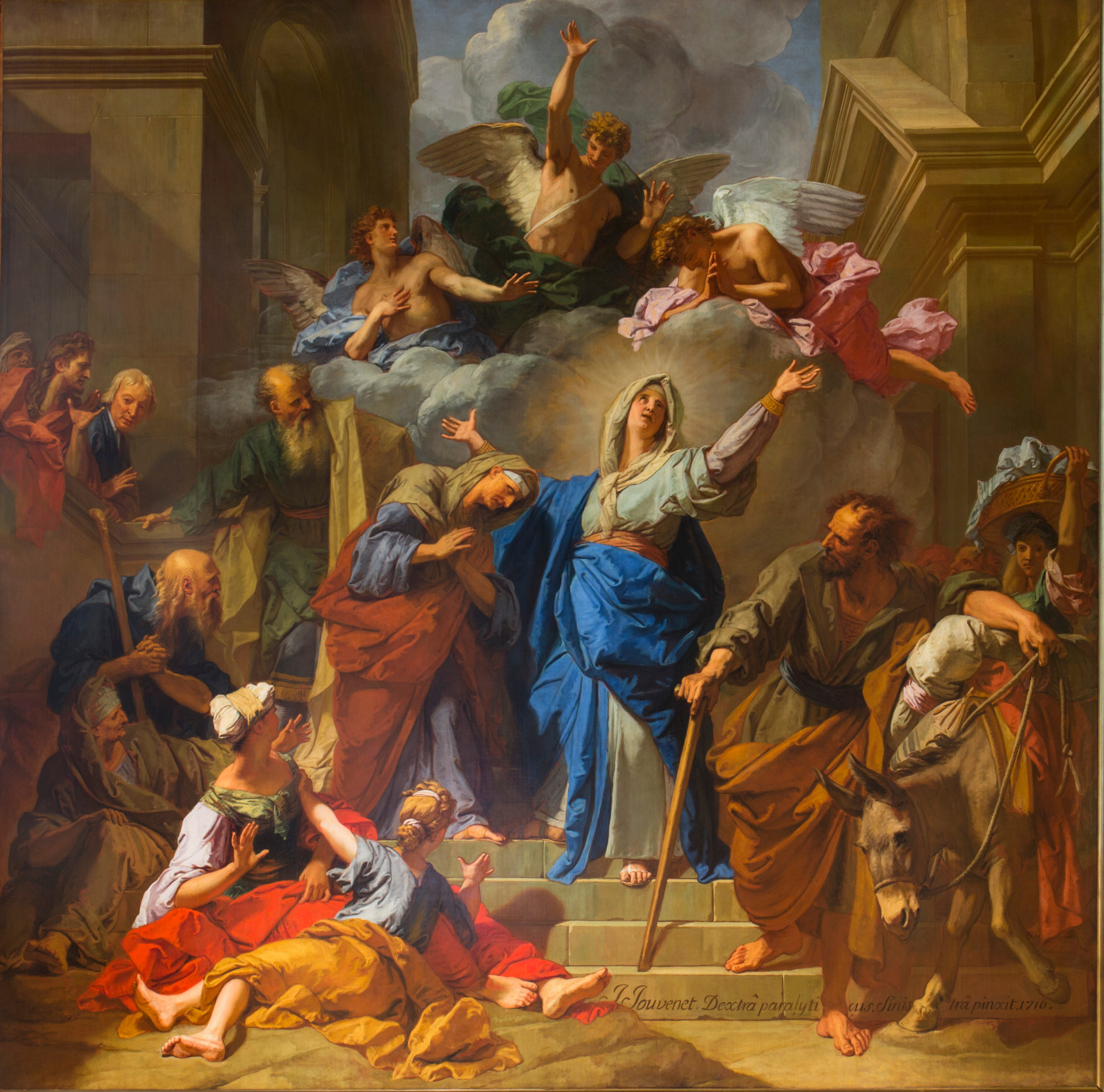
Jean Jouvenet - La visitation de la Vierge (Le Magnificat), 1716.

### Ornements sacerdotaux
Le 2 janvier 1706, il donne à l'église un ornement précieux d'or et d'argent.
Le 7 juin 1708, il fait dont à l'église de Paris d"un ostensoir appelé le "Grand Soleil",,. Il est d'argent vermeil doré et son dessin, inspiré du quatrième chapitre de l'Apocalypse, est réalisé par M Robert de Cotte, conseiller du roi, premier architecte et intendant général des bâtiments du roi. Il est sculpté par Philippe Bertrand et réalisé par l’orfèvre Claude Ballin (le Jeune).
À sa mort, il lègue des ornements sacerdotaux et chapes liturgiques selon les registres capitulaires tenus par Pierre Poignant l'archiviste du chapitre.

### Maison rue d'Enfer
Le 4 janvier 1706, il fait donation de la somme de 200 000 livres à l'ordre des Chartreux pour la construction d'une maison sur un terrain en bordure de la rue d'Enfer appartenant à la Chartreuse de Paris. Elle est construite par l'architecte Jean-Baptiste Leblond mais le chanoine décède avant son achèvement. Propriété de l'ordre, elle est louée en 1714 à Marie-Anne de Bourbon-Condé duchesse de Vendôme qui fait réaliser, par Jean-Baptiste Leblond, d'importants travaux d'agrandissement. L'édifice prend le nom d'Hôtel de Vendôme et abrite depuis 1815 l'École des mines de Paris,,.

### Décès et sépulture
Le chanoine de La Porte était connu dans le chapitre de Notre-Dame comme le chanoine jubilé pour avoir passé en 1708 cinquante ans dans ses fonctions sacerdotales. Il meurt le 24 décembre 1710.
Il est enterré dans la nef de la cathédrale Notre-Dame et sur sa tombe est gravé en latin cette épitaphe : 
"Arrêtez-vous passant, et après avoir adoré Dieu, admirez la générosité à jamais mémorable de M Antoine de la Porte, chanoine jubilé de cette église dont les cendres attendent la résurrection bienheureuse.
Il a fait présent à cette église, d'un soleil pour l'exposition du Saint Sacrement, du poids de 300 marcs.
Il a enrichi le chœur de huit tableaux, peints par les plus habiles maîtres.
Il a augmenté de 800 livres le revenu de l'église de Paris.
Il a institué les pauvres de l'Hôtel-Dieu de Paris, ses légataires universels.
Toutes ces bonnes œuvres n'ont point été le fruit d'une débilité d'esprit, ni causées par les frayeurs de la mort, mais elles lui ont été dictées par une piétée solide, dans le temps qu'il jouissait d'une santé parfaite, et de tout son bon sens : le nombre de ses vertus surpassait celui de ses années.
Il est allé recevoir dans le Ciel au centuple le prix des richesses qu'il a consacré ici-bas à la gloire de Dieu.
Enfin, généralement regretté, laissant à la postérité un si bel exemple, il décéda le 24 décembre 1710, âgé de 83 ans, après avoir été 60 ans chanoine.
L'église de Paris, en reconnaissance de tant de bienfaits, célèbre un service solennel pour le repos de l'âme de son bienfaiteur, tous les ans le 24 décembre".
En 1793, son tombeau n'est pas touché par les dévastations mais son épitaphe est retirée du cénotaphe. En 1804, son tombeau est détruit à l'occasion du déblaiement de l'entrée principale du chœur.

### Redécouverte de son sarcophage
La découverte de son sarcophage en plomb a été réalisée dans le cadre des fouilles effectuées au lendemain de l'incendie qui a frappé l'édifice, le 15 avril 2019. Les fouilles sont menées pendant trois ans par les équipes de l'Institut national de recherches archéologiques préventives (Inrap), en parallèle du chantier de restauration. C'est donc lors de la fouille de la croisée du transept, entre février et avril 2022, qu'est découvert son sarcophage et celui attribué à Joachim du Bellay, au milieu des restes de quelques fragments de l'ancien jubé qu'il contribua à détruire. Les deux sarcophages sont d'époque et de style différents, mais tous deux ont été abîmés par l'entrée d'air dans le plomb percé, ce qui a réduit les corps à l'état de squelette. Son sarcophage porte sur le dessus une plaque en plomb où est gravé :
« Cy est le corps de messire Antoine de La Porte chanoine de l'église [mot effacé] décédé le 24 décembre 1710 en sa 83e année Resquietcat in pace ». Sur son sarcophage sont disposées trois médailles le représentant de profil. On a donc retrouvé son squelette entier, des cheveux et des poils de barbe, ainsi que des restes de textile. Les premiers examens effectués au CHU de Toulouse permettent d'observer un polissage des molaires qui indique un brossage régulier des dents, ainsi qu'au niveau des pieds des métatarses révélateurs d'une goutte bilatérale.

## Hommages
En mémoire de ses dons, le chapitre a fondé une messe solennelle de la Vierge qui sera célébrée tous les ans durant sa vie en son honneur le jour de la Saint-Antoine et qui deviendra après son décès un obit solennel célébré le jour de son décès.
Il existe des médailles à son effigie réalisées en 1710 et glorifiant sa générosité : - Face A : "Antoine de la Porte chanoine jubilaire de l'église de Paris" avec son buste coiffée d'une calotte - Face B: "Comme l'olivier fertile dans la maison de Dieu" avec un olivier chargé de fruits,.
Le chapitre pour lui rendre hommage, commanda au peintre Jean Jouvenet un tableau le représentant officiant dans le chœur de la cathédrale de Paris et intitulé : La messe du chanoine Antoine de La Porte (1710) (Louvre, Paris), huile sur toile de 162 x 170 cm.
Jean Jouvenet l'a aussi représenté à ses côtés dans son tableau La Visitation de la Vierge (Le Magnificat) (Notre-Dame, Paris) (1716) dont il a financé la commande.
Dans la salle capitulaire de la cathédrale Notre-Dame est exposé un tableau intitulé Portrait du chanoine Antoine de la Porte, huile sur toile, d'après Jean Jouvenet, réalisé dans la première moitié du 19e siècle. Ce tableau est un don d'Antoine Pierre-Marie Gilbert, grand sonneur de Notre-Dame de Paris et archéologue en 1852. Ce donateur possédait lui-même deux épreuves de La messe du chanoine Antoine de La Porte gravées par Baquoy.